# China China
China China é uma curta-metragem portuguesa, realizado por João Pedro Rodrigues e João Rui Guerra da Mata.

## Sinopse
China desce as escadas em direcção ao Martim Moniz, em Lisboa. "China, China!", gritam as crianças quando ela passa. China vai voar. Fugir para longe ao amanhecer. Ela só quer ser feliz. Mas China bebe o seu próprio veneno. Bebe-o até ao fim. Por vezes o ar parece carregado de mal e o purgatório um jardim infantil.